# شهرستان مارتین (فلوریدا)
شهرستان مارتین، فلوریدا (به انگلیسی: Martin County, Florida) یک سکونتگاه مسکونی در ایالات متحده آمریکا است که در فلوریدا واقع شده‌است.

## خصوصیات
شهرستان مارتین ۱٬۹۵۰٫۲۷ کیلومترمربع مساحت دارد.

## نگارخانه

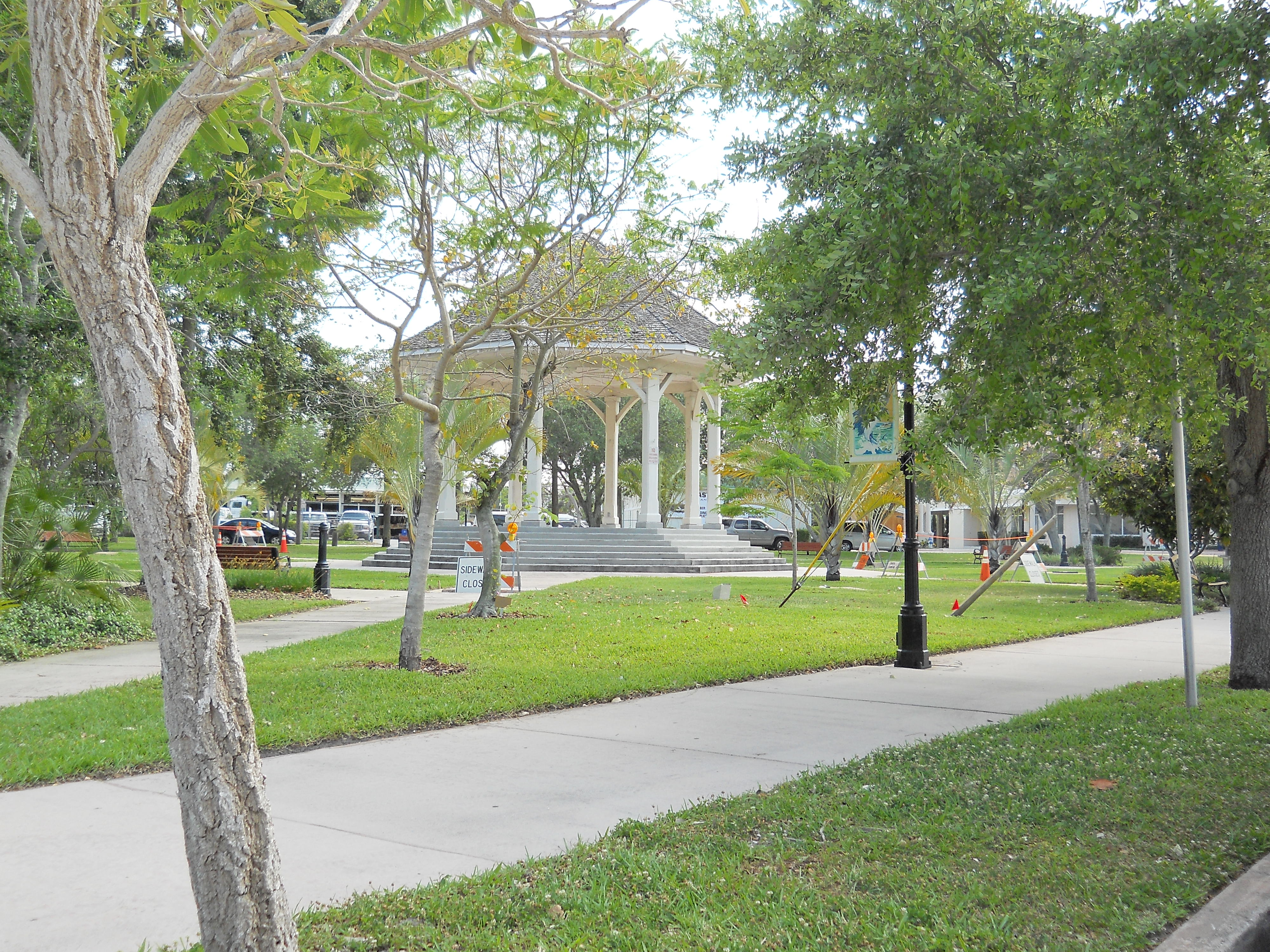
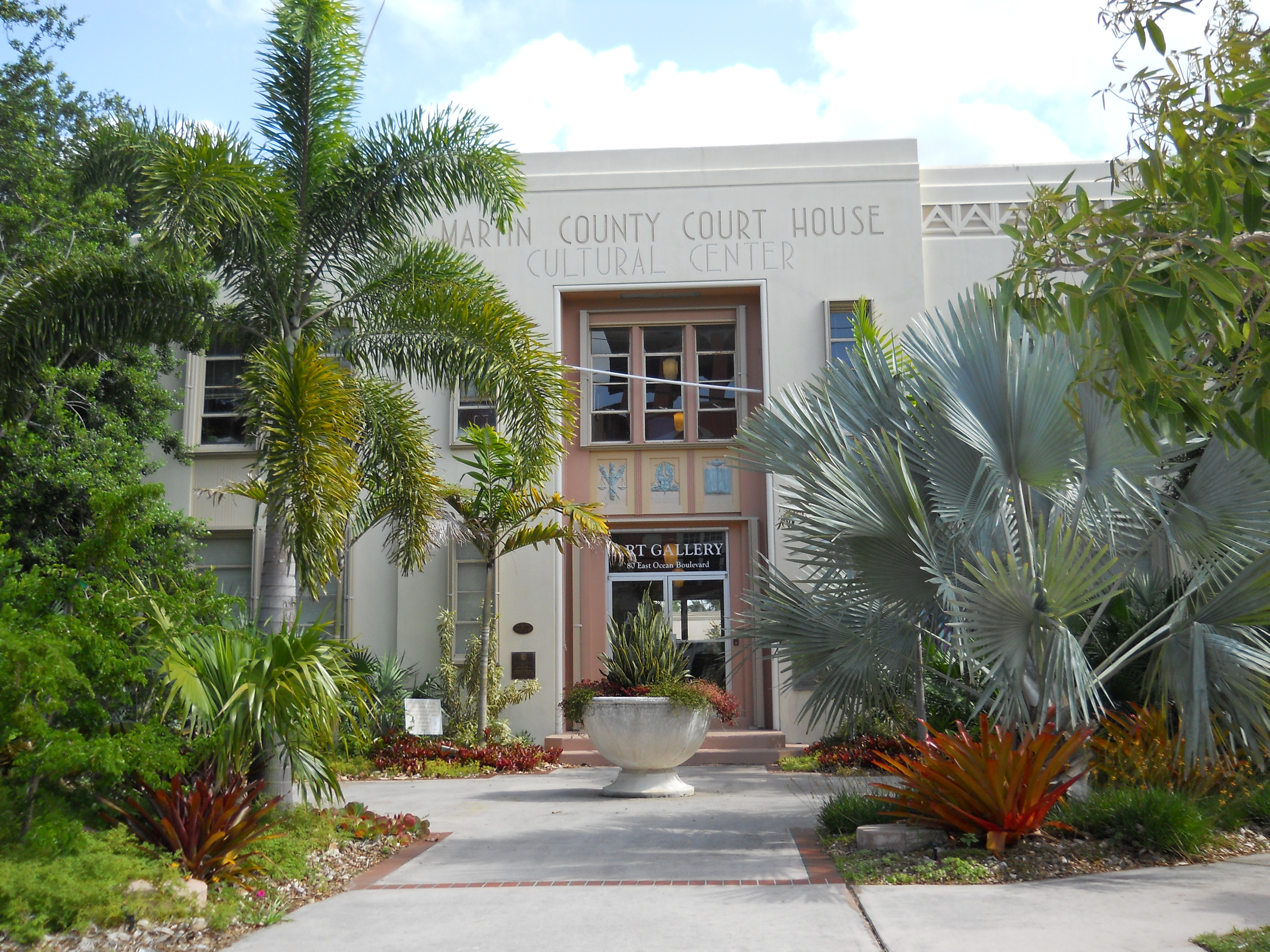
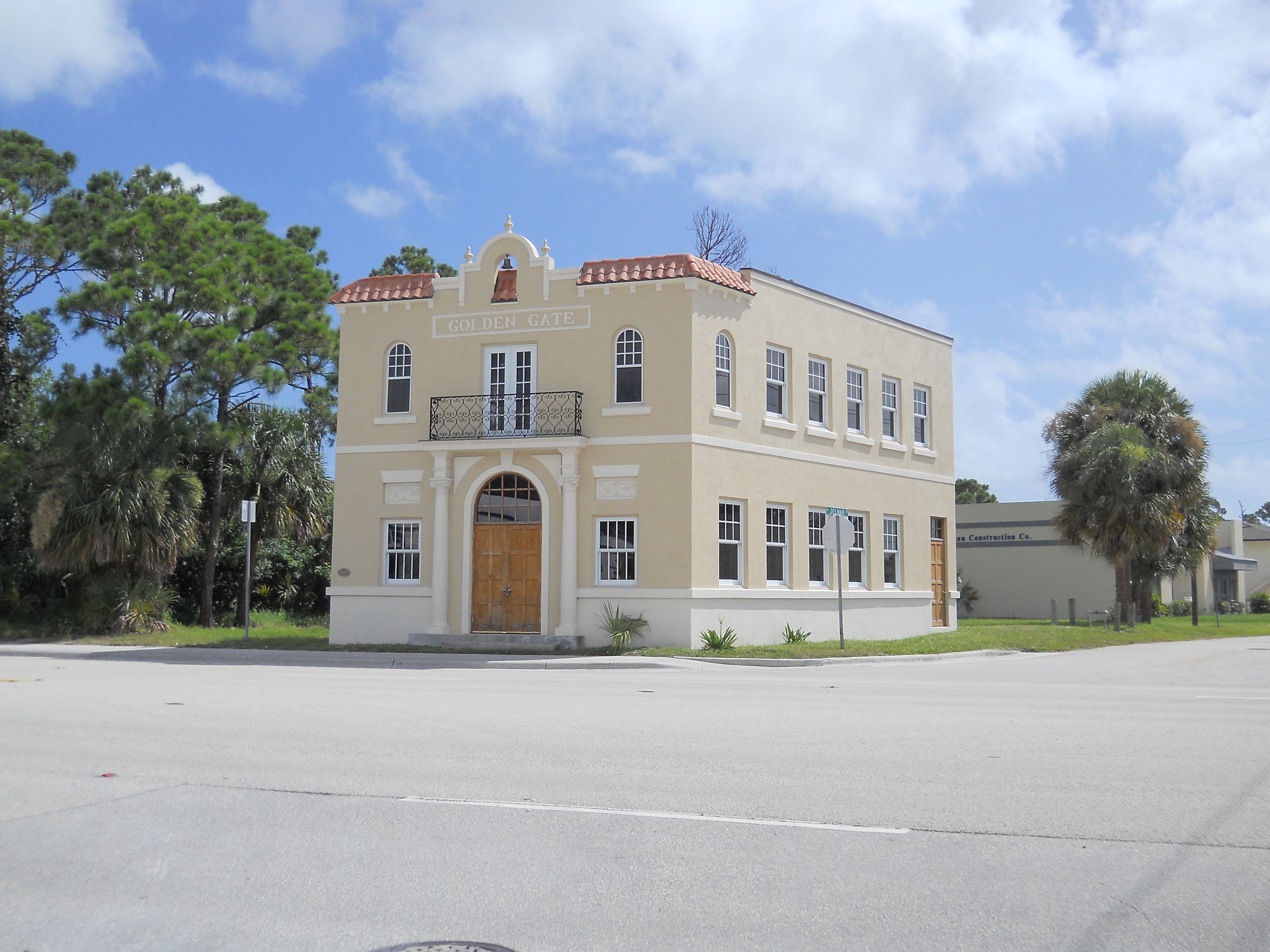
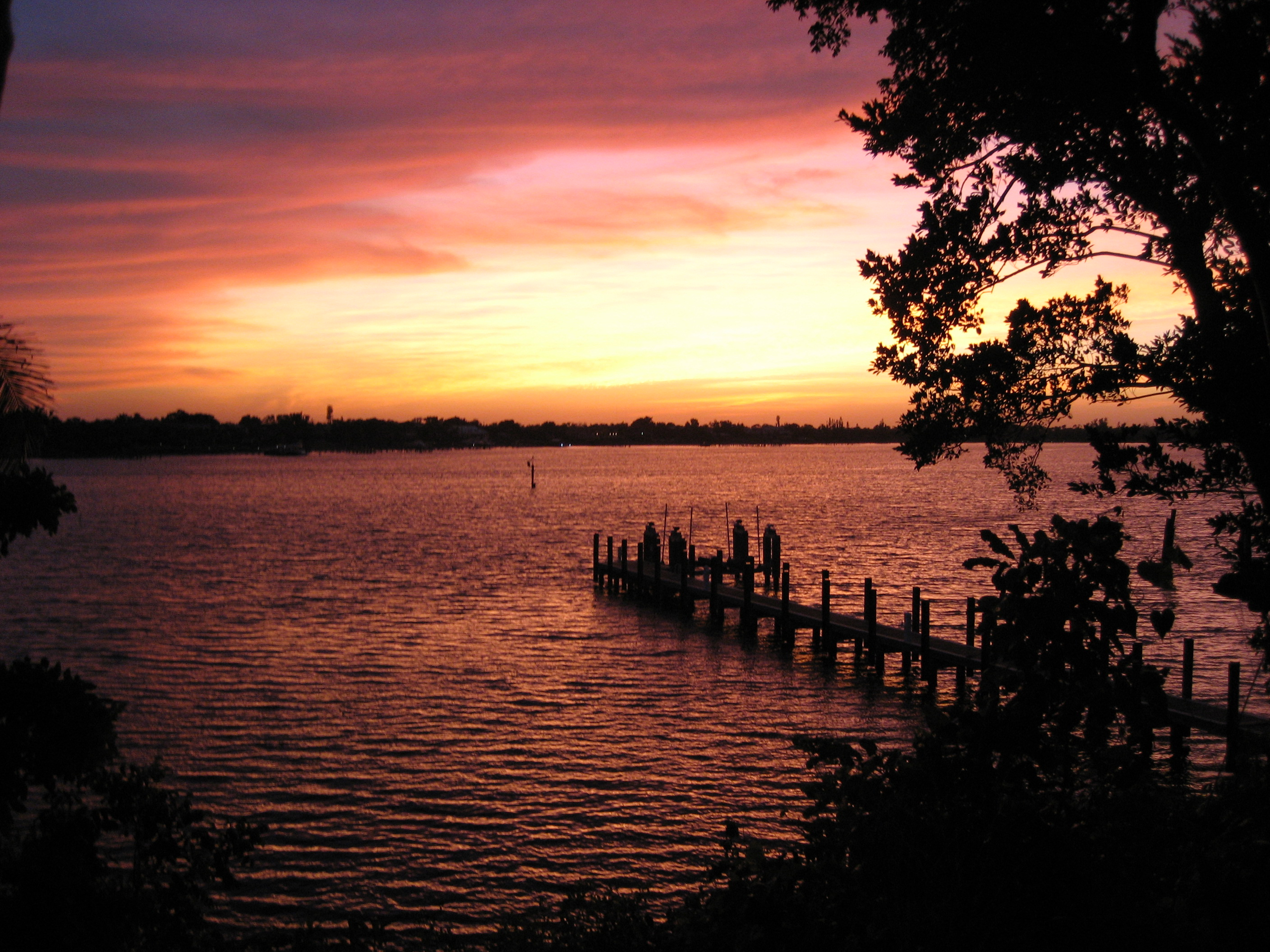
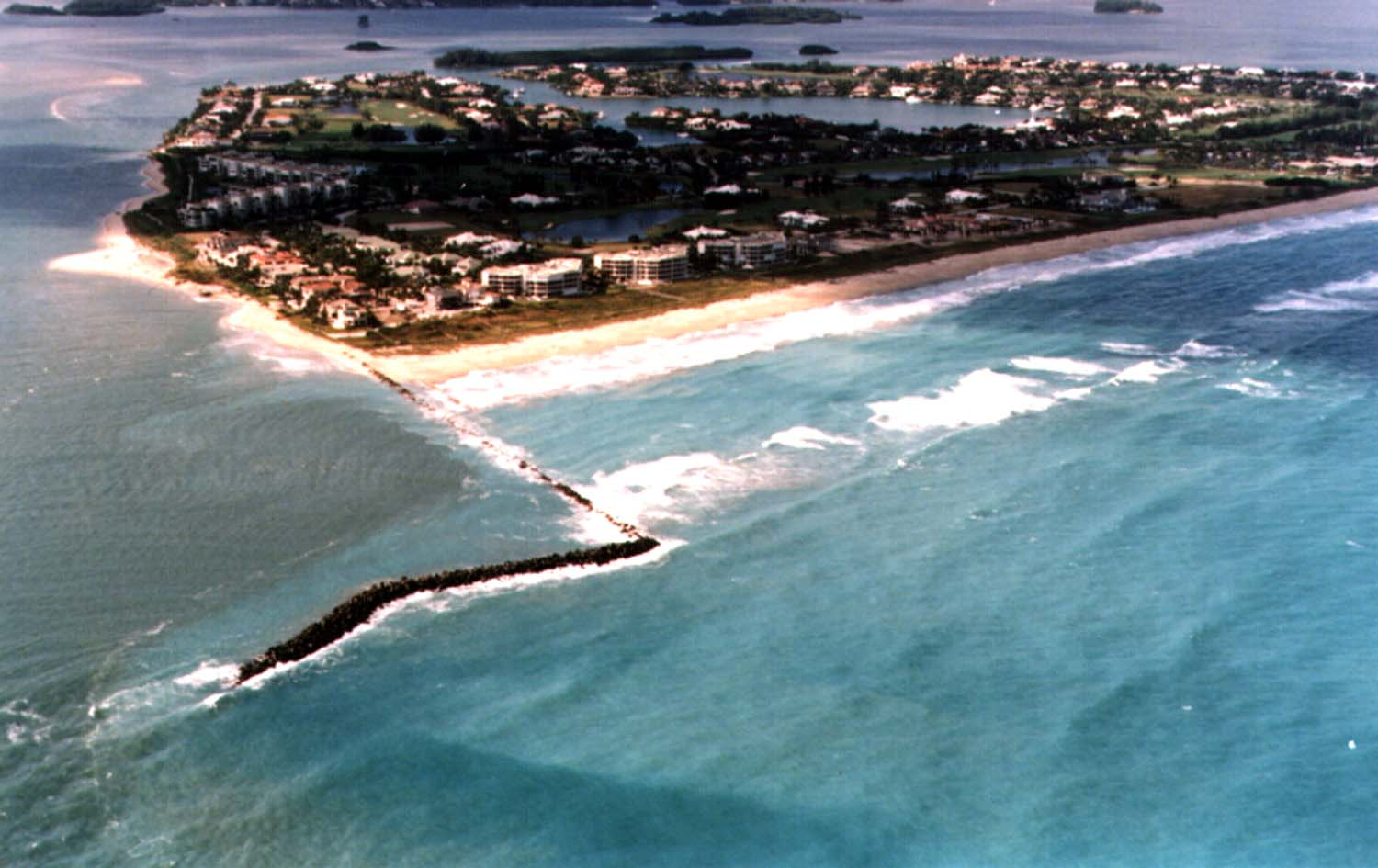
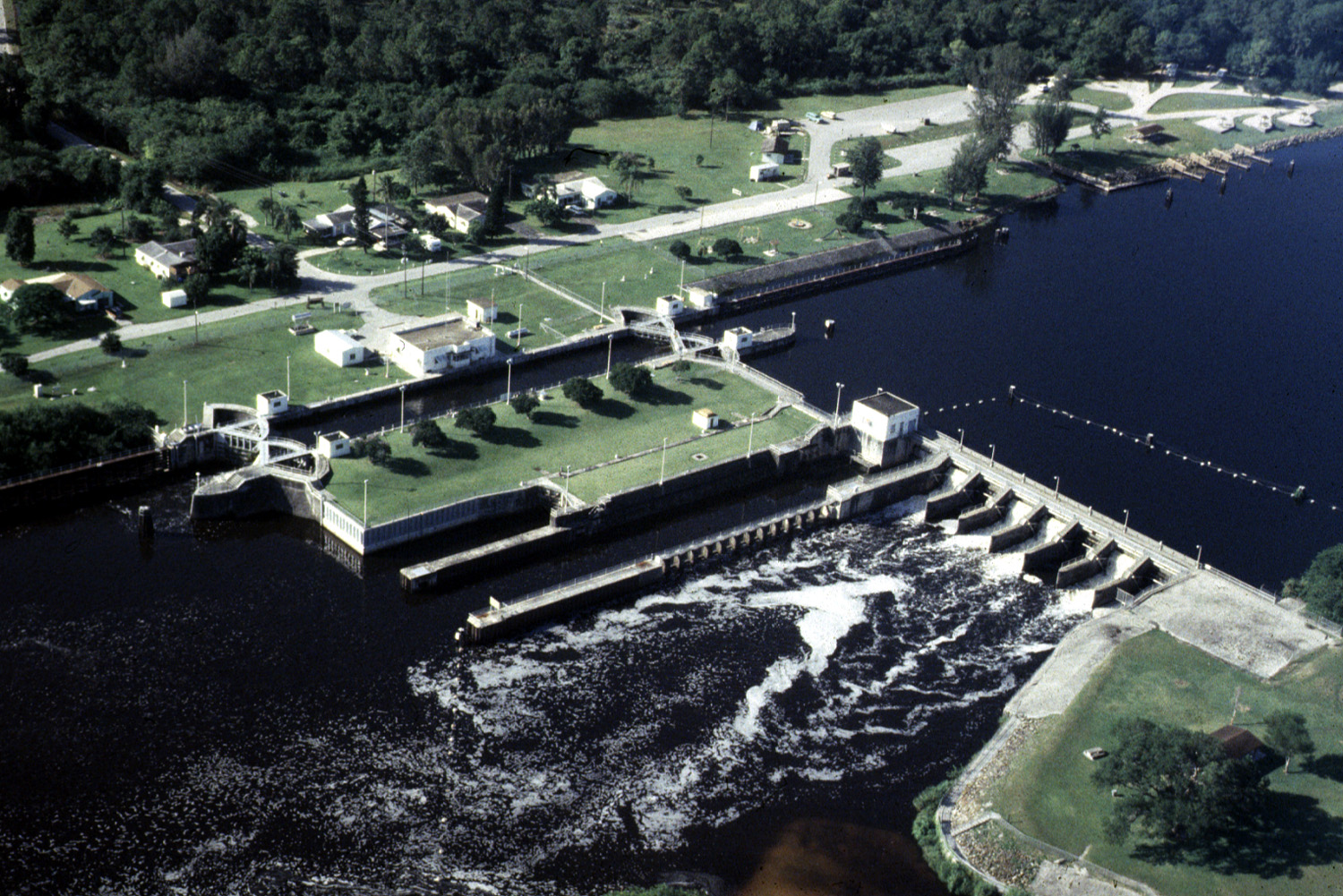